# 蒙彼利埃 (切爾滕納姆)

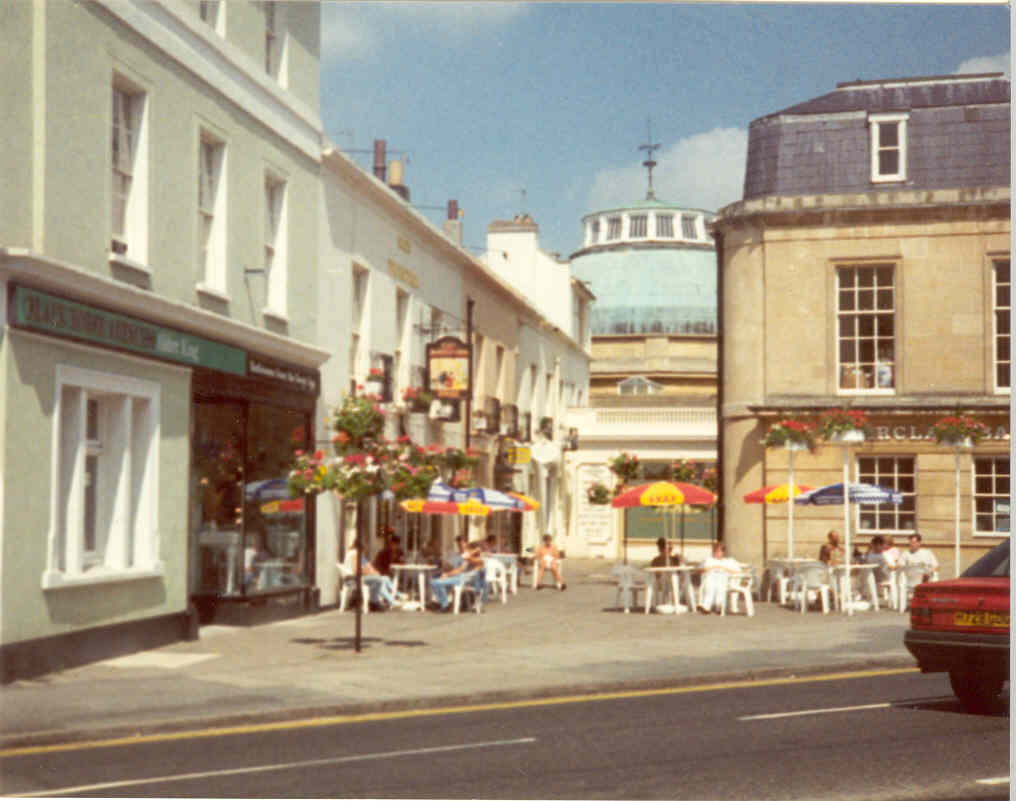
蒙彼利埃圆形大厅区域

蒙彼利埃（Montpellier）是英格兰格洛斯特郡切尔滕纳姆的一个区，位于市中心的长廊尽头。它最初于1830年代 与spa一起开发, 现在则以酒吧、咖啡馆、餐馆和一系列专卖店而闻名。在2008年4月，蒙彼利埃是切尔滕纳姆房价最昂贵的地区之一，公寓从 30万英镑到 100万英镑不等，联排约 40万英镑，别墅则超过 400万英镑。

## 历史
在亨利·汤普森1801年购买的土地上，发现了温泉，于是建立起“蒙彼利埃水疗中心”（Montpellier Spa）。1817年的水疗中心由乔治·艾伦·安德伍德设计。汤普森的儿子皮尔逊开发这片地区，并为水疗设施安排了配套的娱乐活动。1825年，他委托约翰·博纳罗蒂·帕普沃思建造了造型独特的圆形大厅。这里曾经是劳埃德银行的一个分行，但现在是 一间常春藤（The Ivy）连锁餐厅。对面的“蒙彼利埃花园”（Montpellier Gardens），同样由帕普沃思设计。1830年，建筑师和开发商 R. W.杰拉德和 C. 杰拉德从汤普森手中接管了蒙彼利埃水疗中心的运营。通往蒙彼利埃水疗中心的蒙彼利埃径（Montpellier Walk），由 W. H. 奈特于1840年设计，以沿街店面的女像柱而著称。

## 商业活动
蒙彼利埃拥有多家服装精品店、三家珠宝店，包括金店“金属与石头”（Metal and Stone），以及各种类型的咖啡馆。“蒙彼利埃庭院”（Montpellier Courtyard）是铂傲和东京刺青（Tokyotattoo Studios）等国际知名品牌的所在地。

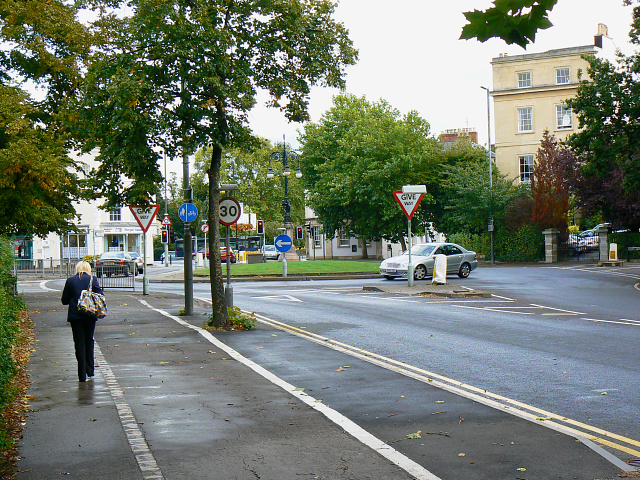
自行车道

该地区与兰斯当（Lansdown）有自行车道相通。